# Ismi Azis
Setia Ismiati Aziz (Nacida en Makassar, Célebes del Sur, 27 de noviembre de 1965), más conocida como Ismi Azis es una cantante indonesia, que se hizo conocer a principios de los años 1990.

## Carrera
Ismi por primera vez entró a un estudio de grabación desde la década de los años 1980, a pesar de que sus canciones han sido más exitosas en las listas de radio, las ventas de sus álbumes eran bajos. Es hija del exdirector de la red TVRI en la década de 1980, Aziz Hussein, quien se dio a conocer también como cantante con un tema musical titulado "Untukmu Sayang". Izmi y con el lanzamiento de su álbum titulado "The Only One" (1994) cuenta con éxitos temas musicales como "Love", que fue escrita por Irianti Erning Praja y que contó con la colaboración de músicos franceses como, Noam Kaniel. Su álbum "Only One", es un álbum reenvasado de su disco "Basa Basi" (1990). Además que cuenta con otros álbumes exitosos como  "Hanya Satu" y "Ismi kembali merilis Aku Rindu" (1994).

## Discografía
- Untukmu Sayang (1988)
- Basa Basi (1990)
- Hanya Satu (1994)
- Aku Rindu (1994)
- Cinta Kita (1995)